# Elisabeth Block
Elisabeth Block (genannt Lisi; * 12. Februar 1923 in Niedernburg; † unsicher: 1942) war eine Schülerin aus Niedernburg bei Rosenheim, die dem Holocaust zum Opfer gefallen ist. Seit ihrem zehnten Lebensjahr im Jahr 1933 bis zum 8. März 1942 schrieb sie ein Tagebuch, das den Zweiten Weltkrieg und die Nachkriegszeit überstand und 1993 veröffentlicht wurde. Dieses Tagebuch ermöglichte, dass ihr Schicksal und das ihrer Familie, welches als exemplarisch gilt für das anderer jüdischer Familien im südlichen Oberbayern während der Zeit des Nationalsozialismus, zu einer umfangreichen öffentlichen Wahrnehmung gelangte und dass die Erinnerung an sie in der Öffentlichkeit verankert bleibt.

## Leben
Elisabeth Block wurde als erstes von drei Kindern der Eheleute Fritz und Mirjam Block, geb. Frensdorff, am 12. Februar 1923 in Niedernburg geboren. Der Vater kaufte dort im Dezember 1921 ein 2,77 Hektar großes Anwesen und gründete darauf eine Gärtnerei. Lisi hatte eine Schwester namens Gertrud, geboren am 28. Oktober 1927, und einen Bruder mit Namen Arno, geboren am 23. November 1928. Der Vater war ein gelernter Diplomingenieur, der diesen Beruf wegen einer im Ersten Weltkrieg erlittenen Verletzung nicht mehr ausüben konnte. Die Mutter stammte aus gutbürgerlichem Haus und hatte eine kunstgewerbliche Ausbildung. Neben der Gärtnerei trugen landwirtschaftliche und kunsthandwerkliche Tätigkeiten zum Familieneinkommen bei. Der Vater betätigte sich zudem noch als Übersetzer und Maler.
Lisi Block wird charakterisiert als „angepaßtes, fröhliches Kind, das besonderen Sinn für Natur und Tiere hat, das viele gute Kontakte zu anderen Kindern unterhält und liebevoll auf ihre jüngeren Geschwister Gertrud und Arno eingeht“. Sie hatte viel und gerne gelesen, was aus einer Lektüre- und Bücherliste am Ende eines ihrer Tagebücher hervorgeht.
Nach der „Machtergreifung“ im Jahr 1933 verschlechterten sich auch in Oberbayern, wo auf den Dörfern vergleichsweise wenig Personen jüdischen Glaubens beheimatet waren, die Lebensbedingungen für diese Bevölkerungsgruppe zusehends. 1938 durfte Elisabeth nicht mehr zur Schule gehen. 1940 wurde ihr Vater Fritz Block zu Zwangsarbeit im Gleisbau verpflichtet. Ab dem Mai 1941 wurden sie und ihre Schwester zu Arbeitsdiensten auf einem Bauernhof herangezogen.
Verwandten der Familie gelang eine Ausreise, welche auch Fritz Block nach längerem Zögern für seine Familie ins Auge fasste. Eine Einreiseerlaubnis nach Argentinien wurde jedoch im April 1941 verweigert. Spätere Versuche wurden verhindert.
Im März 1942 schließlich musste die Familie ihr Haus verlassen und wurde in das Judenlager Milbertshofen nach München beordert. Von dort aus wurden sie am 3. April in das polnische Lager Piaski deportiert. Nachdem von dort noch drei Briefe und eine Postkarte in Niedernburg eintrafen, verliert sich ihre Spur. Sie wurden vermutlich in dem Vernichtungslager Belzec oder dem Vernichtungslager Sobibor ermordet. Elisabeth Block wurde wenige Monate über 19 Jahre alt und ist eines von 9086 namentlich bekannten jüdischen Opfern aus dem Gebiet des heutigen Bayern.

## Die Tagebücher
Elisabeth Block verfasste innerhalb von neun Jahren sechs Tagebücher. In ihren Aufzeichnungen schildert sie bevorzugt harmonisches Familienleben, Feste wie Weihnachten, Ostern, Muttertag und Geburtstage, Ausflüge und Wanderungen, Schulfeste und bayerisches Brauchtum. Es geht daraus nicht hervor, dass jüdische Feste in ihrem Elternhaus eine Rolle spielten. Nur an wenigen Stellen zeigt sich ihre Angst um die Zukunft, die aus der politischen Entwicklung resultiert.
Nach der zwangsweisen Abreise nach Milbertshofen verblieben die Tagebücher in Niedernburg bei der langjährigen Haushälterin und Freundin der Familie, Kathi Geidobler, die auch noch weitere Utensilien der Familie Block sorgsam verwahrte. Die Tagebücher wurden 1985 von Asher Frensdorff, einem Cousin der Elisabeth Block, nach Israel mitgenommen, wo sie heute aufbewahrt werden.
Im Rahmen von Nachforschungen für eine Ausstellung in Nürnberg zum Thema Geschichte und Kultur der Juden in Bayern wurde der Historiker Manfred Treml auf diese Aufzeichnungen aufmerksam. Die Ausstellung, in der nur ein Foto und ein Tagebuchauszug gezeigt worden waren, zog erste öffentliche Aufmerksamkeit auf das Mädchen und ihre Geschichte. Von einer „bayerischen Anne Frank“ war bereits die Rede. Ein derartiger Vergleich sei aber unzutreffend. „Ihre Tagebücher erheben keinen literarischen Anspruch, sie reflektiert nur selten ihre eigene Lage, erwähnt kaum politische Ereignisse.“ Als wertvolles historisches Dokument gelten sie dennoch.
Treml vertiefte sich in das Thema, sammelte weitere Dokumente und Hintergrundinformationen und bemühte sich um eine Veröffentlichung der Tagebücher. Er verfasste zusammen mit Peter Miesbeck Beiträge dazu. Das Werk mit dem Titel Erinnerungszeichen – Die Tagebücher der Elisabeth Block erschien 1993 in der Reihe Quellen und Darstellungen zur Geschichte der Stadt und des Landkreises Rosenheim. Darin sind neben den Tagebüchern auch Gedichte der Schwester von Elisabeth Block und Briefe und Gedichte der Eltern sowie Fotografien und weitere Dokumente enthalten.

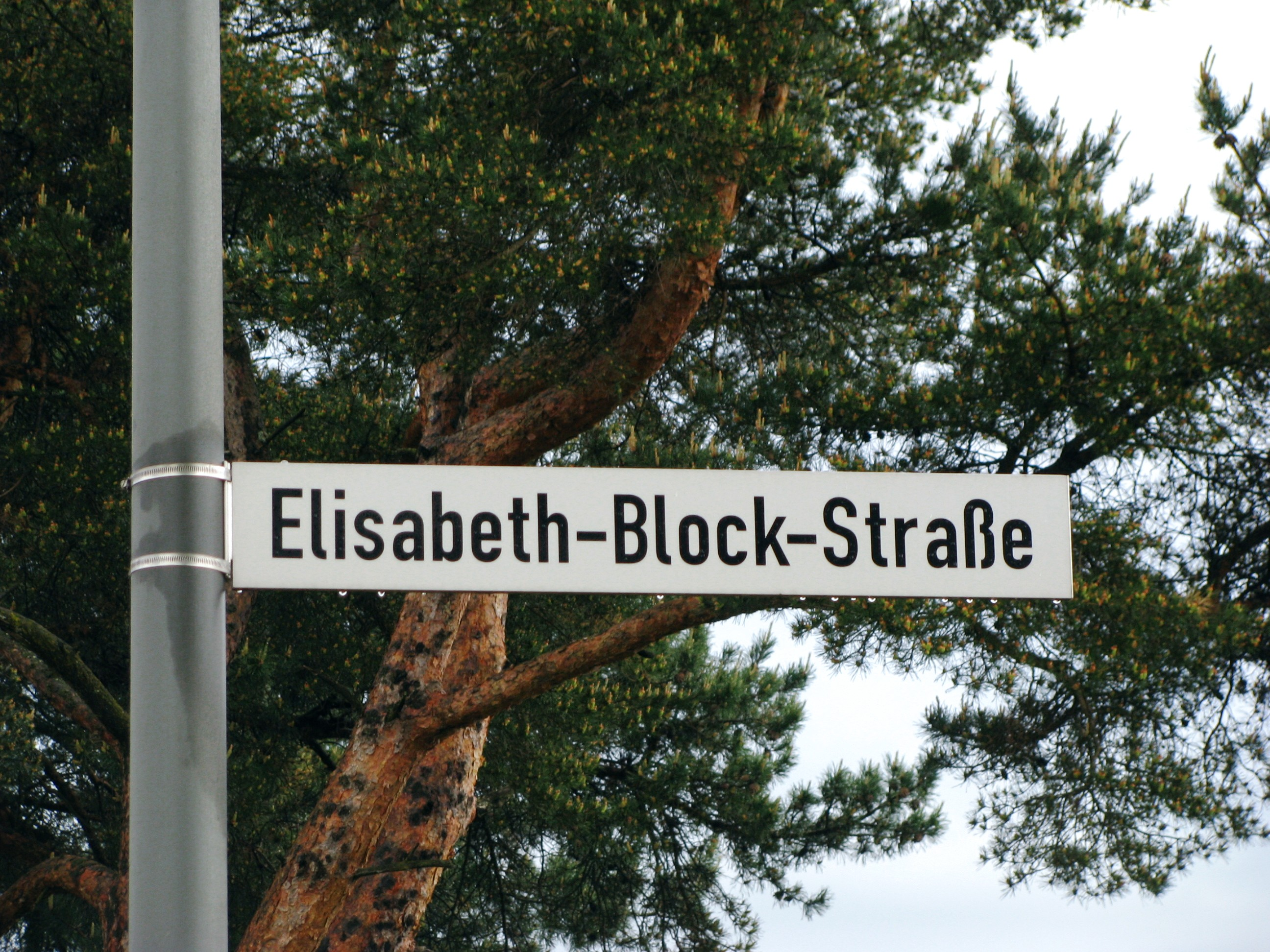
Straße in Niedernburg

## Würdigungen
- Nach Elisabeth Block ist eine Straße in Niedernburg in der Gemeinde Prutting benannt.
- In der Pfarrkirche St. Nikolaus in Rosenheim ist ihr ein Fenster gewidmet.
- In Rosenheim wurde im November 2022 der Elisabeth-Block-Platz eingeweiht, der vor ihrer ehemaligen Schule liegt.[6][7]